# Um Ramo para Luísa
Um Ramo para Luísa é um filme brasileiro de drama, dirigido J. B. Tanko, lançado em 1965. O filme é baseado na obra homônima de José Condé, tendo sido adaptado por Paulo Porto e com diálogos de João Bethencourt.

## Sinopse
Paulo (Paulo Porto) trabalha em uma publicação impressa como jornalista, sendo um homem de muitas mulheres. Ele mantém um caso antigo com uma rica mulher casada e também inicia um novo relacionamento com Luísa (Sônia Dutra), uma jovem garota de programa da qual é cliente.

## Elenco[2]
- Paulo Porto ....Paulo
- Darlene Glória ....Jane
- Elizabeth Gasper ....Fernanda
- Sônia Dutra ....Luísa
- Cláudio Cavalcanti ....Renê
- Lúcia Alves ....Celinha
- Dermival Costa Lima ....Marialva
- Terezinha Mendes ....Glauce
- Fernando Pereira ....Ricardo
- Paulo Padilha ....Bêbado
- Isolda Cresta
- Sérgio Viotti
- Moacyr Deriquém
- Shulamith Yaari
- Geórgia Quental
- Vera Vianna
- Mário Petraglia

## Ligações Externas
- Um Ramo para Luísa. no IMDb.